# Liste der Wappen im Landkreis Kaiserslautern

## Landkreis Kaiserslautern

Landkreis Kaiserslautern[1]
Lage in Rheinland-Pfalz
Lage in Deutschland

### Verbandsgemeinde Bruchmühlbach-Miesau

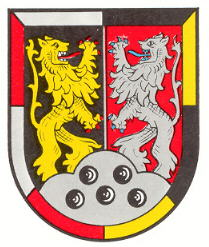
Verbandsgemeinde Bruchmühlbach-Miesau
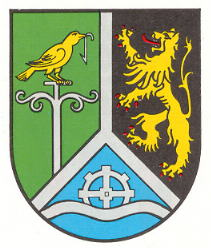
Bruchmühlbach-Miesau
Gerhardsbrunn[4]
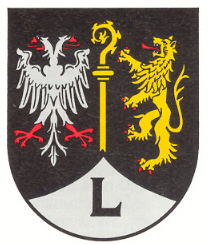
Lambsborn
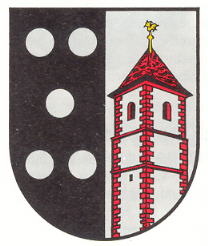
Langwieden
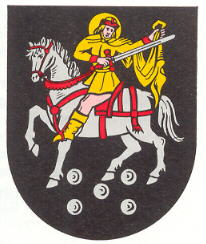
Martinshöhe

### Verbandsgemeinde Enkenbach-Alsenborn

Verbandsgemeinde Enkenbach-Alsenborn
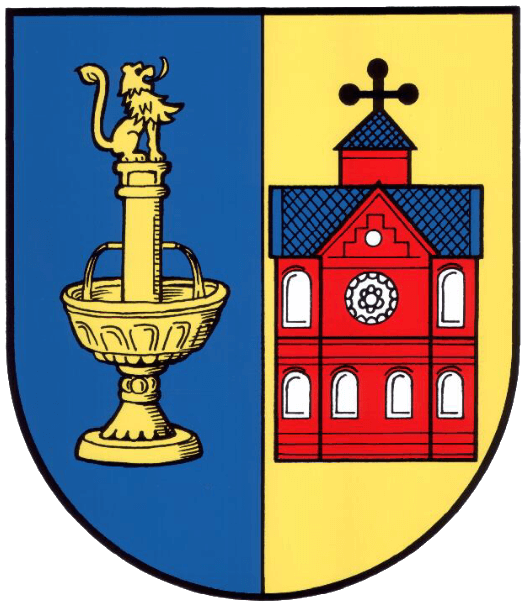
Enkenbach-Alsenborn
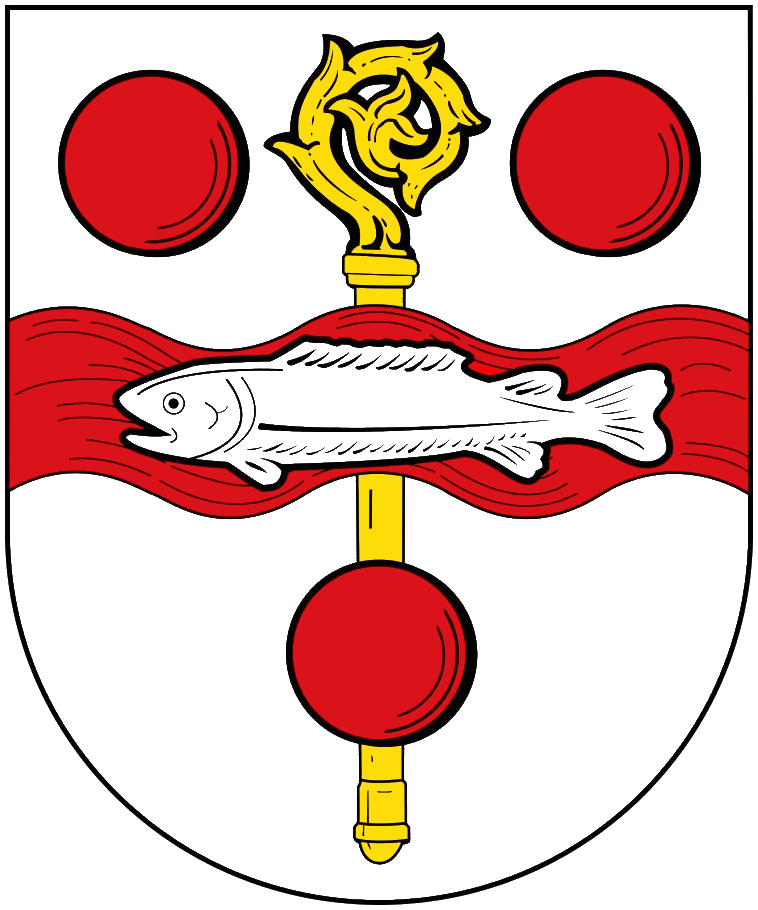
Fischbach
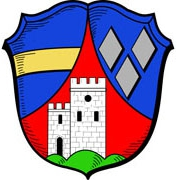
Frankenstein
Hochspeyer[11]
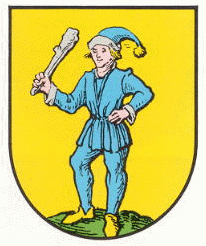
Mehlingen
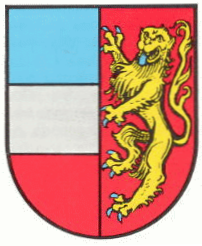
Neuhemsbach
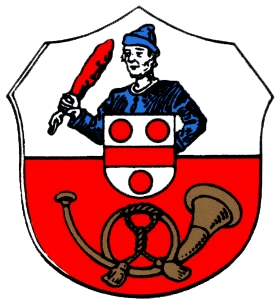
Sembach
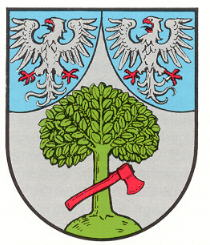
Waldleiningen

### Verbandsgemeinde Landstuhl

Verbandsgemeinde Landstuhl
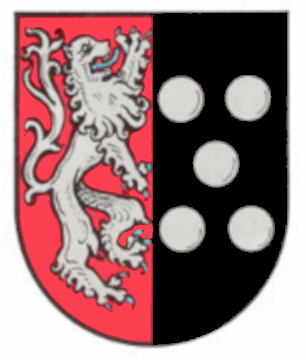
Bann
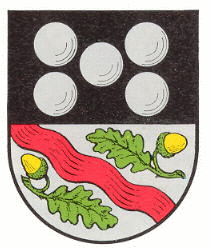
Hauptstuhl
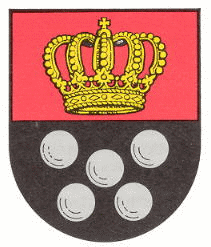
Kindsbach
Krickenbach[19]
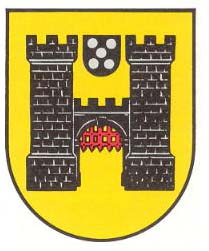
Landstuhl
Linden[21]
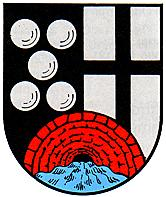
Mittelbrunn
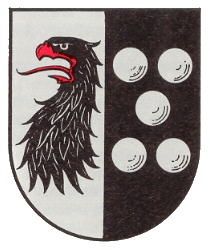
Oberarnbach
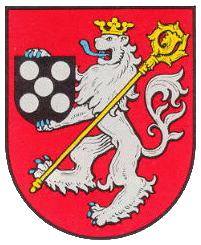
Queidersbach
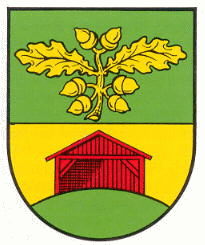
Schopp
Stelzenberg[26]
Trippstadt[27]

### Verbandsgemeinde Otterbach-Otterberg

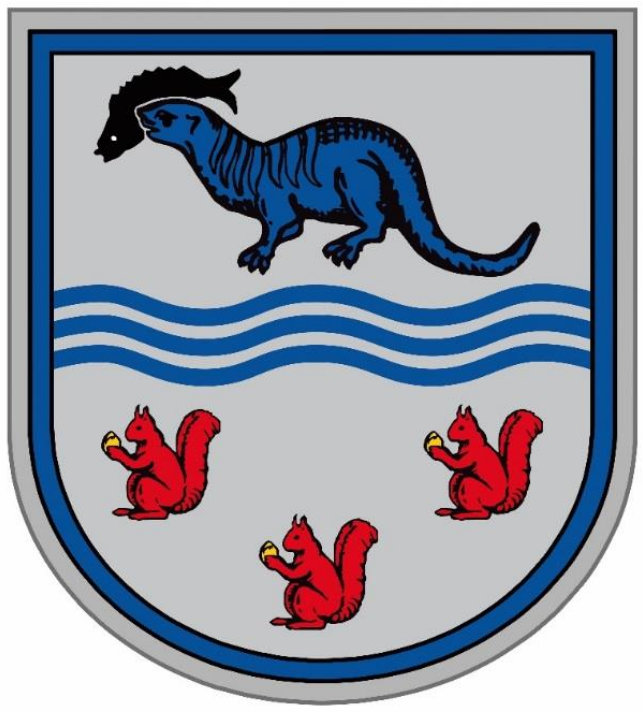
Verbandsgemeinde Otterbach-Otterberg
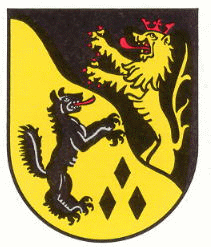
Frankelbach
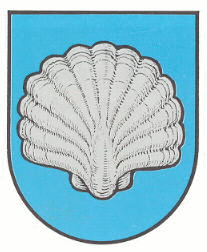
Heiligenmoschel
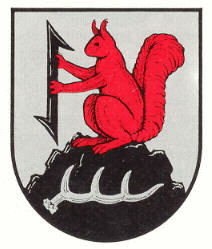
Hirschhorn
Katzweiler[32]
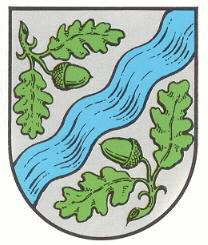
Mehlbach
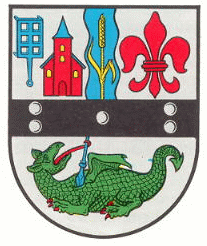
Niederkirchen
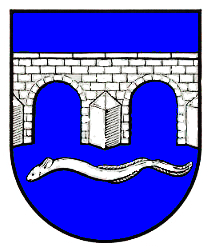
Olsbrücken
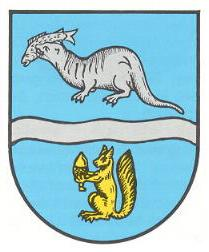
Otterbach
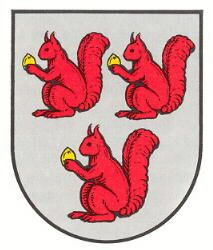
Otterberg
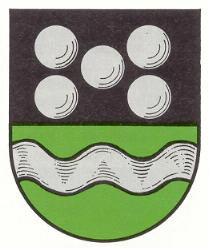
Schallodenbach
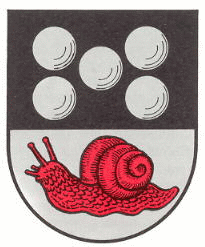
Schneckenhausen
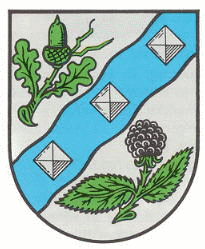
Sulzbachtal

### Verbandsgemeinde Ramstein-Miesenbach

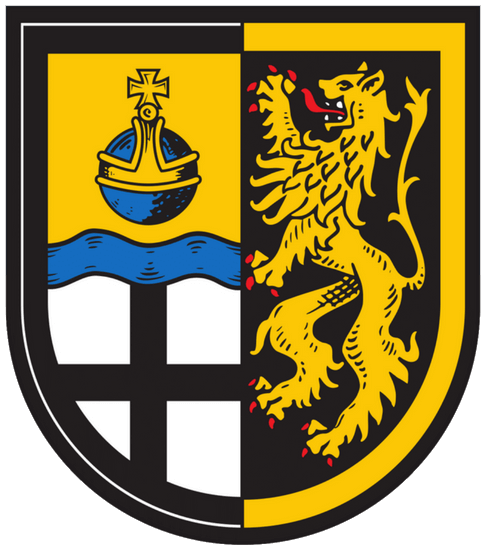
Verbandsgemeinde Ramstein-Miesenbach
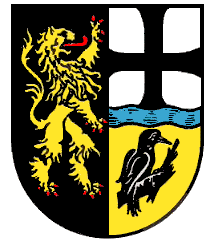
Hütschenhausen
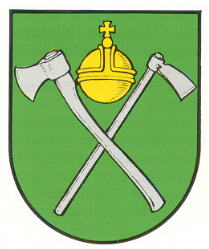
Kottweiler-Schwanden
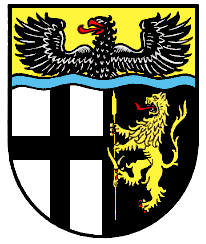
Niedermohr
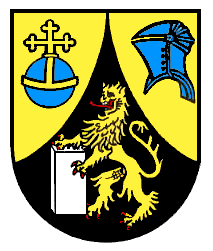
Ramstein-Miesenbach
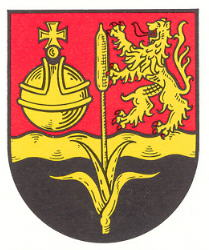
Steinwenden

### Verbandsgemeinde Weilerbach

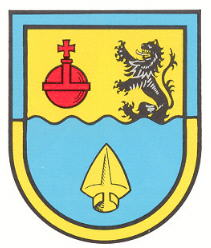
Verbandsgemeinde Weilerbach
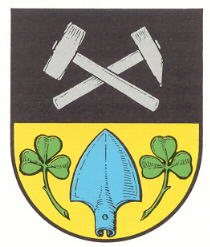
Erzenhausen
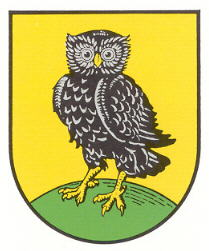
Eulenbis
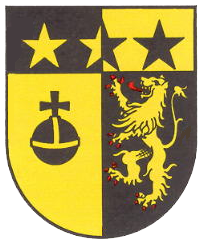
Kollweiler
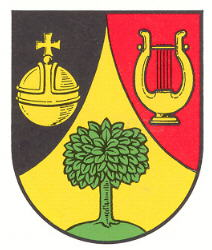
Mackenbach
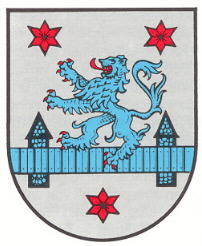
Reichenbach-Steegen
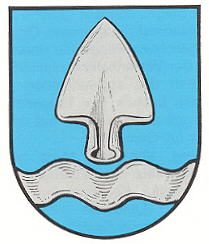
Rodenbach
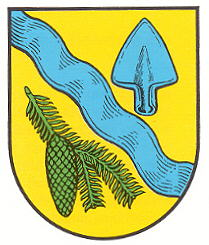
Schwedelbach
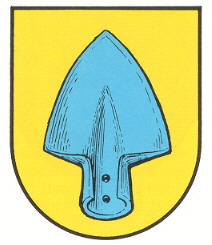
Weilerbach

### Historische Wappen

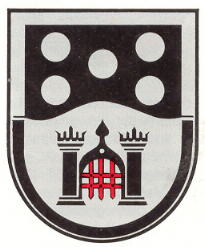
Verbandsgemeinde Landstuhl (1971–2019)
Verbandsgemeinde Enkenbach-Alsenborn (1972–2014)[57]
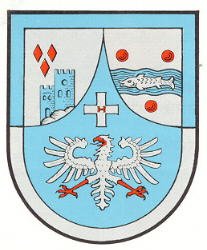
Verbandsgemeinde Hochspeyer
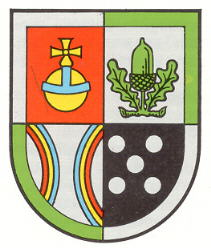
Verbandsgemeinde Kaiserslautern-Süd
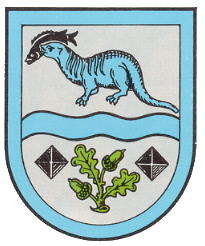
Verbandsgemeinde Otterbach
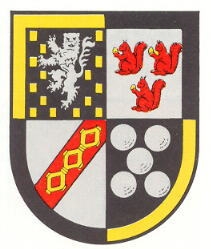
Verbandsgemeinde Otterberg
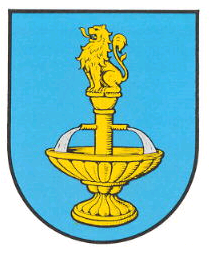
Alsenborn
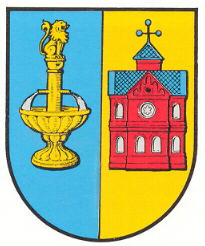
Enkenbach
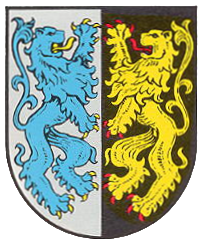
Fockenberg-Limbach
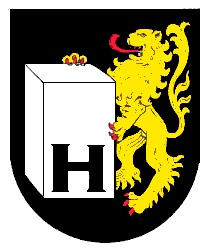
Hütschenhausen – altes Wappen
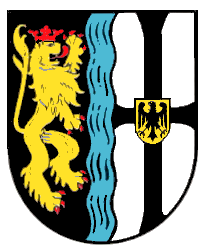
Katzenbach
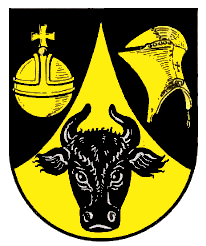
Miesenbach
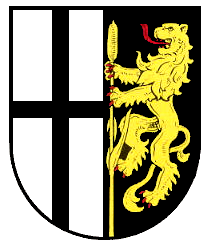
Niedermohr
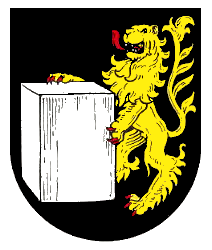
Ramstein
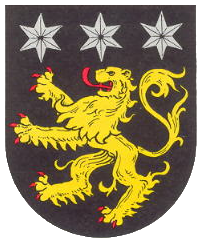
Reichenbach
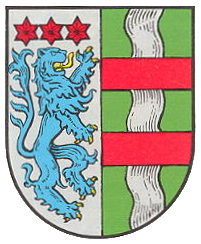
Reichenbachsteegen
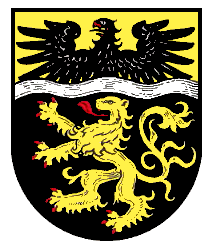
Reuschbach
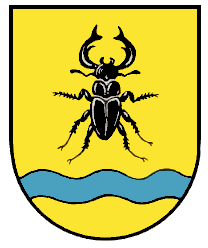
Schrollbach
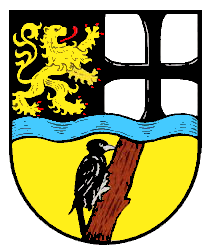
Spesbach

## Blasonierungen
1. ↑  Landkreis Kaiserslautern: Unter gesenktem goldenem Schildhaupt, darin ein wachsender rotbewehrter schwarzer Adler, in Schwarz ein rotbordierter silberner, mit einem steigenden blauen Fisch belegter Pfahl, beseitet rechts von einem rotbewehrten, -bezungten und -bekrönten goldenen Löwen, links von silbernen Kugeln 2:1:2.
2. ↑  Verbandsgemeinde Bruchmühlbach-Miesau: In von Schwarz und Gold bzw. Rot und Silber achtfach geteiltem Schildbord, auf silbernem Dreiberg, darin fünf schwarze Bollen 2:1:2, durch einen silbernen Faden von Schwarz und Rot gespalten, rechts ein rotbewehrter und -bezungter goldener Löwe, links ein blaubewehrter und -bezungter silberner Löwe, einander zugekehrt.
3. ↑  Bruchmühlbach-Miesau: Von Grün, Schwarz und Blau durch silbernen Göpel geteilt, rechts ein verzierter silberner Ständer, darauf ein sitzender linksgewendeter goldener Vogel, einen oben rundgekrümmten silbernen Haken im Schnabel haltend, links ein rotbewehrter und -bezungter goldener Löwe, unten ein silberner Wellenbalken, mit einem wachsenden silbernen Mühlrad.
4. ↑  Gerhardsbrunn: Von Rot und Silber geteilt, oben ein schwarzer Wappenschild mit fünf silbernen Kugeln 2:1:2, beseitet von je einer senkrecht stehenden goldenen Ähre, unten ein rotgefasster Röhrenbrunnen mit fließendem silbernem Wasser im Schildfuß.
5. ↑  Lambsborn: Über einer erniedrigten eingebogenen silbernen Spitze, darin ein schwarzes L, in Schwarz ein goldener Krummstab, beseitet rechts von einem rotbewehrten silbernen Doppeladler, links von einem rotbewehrten und -bezungten goldenen Löwen.
6. ↑  Langwieden: Von Schwarz und Silber gespalten, rechts fünf silberne Bollen 2:1:2, links ein rotgefasster und -bedeckter silberner Kirchturm mit goldenem Turmhahn.
7. ↑  Martinshöhe: In Schwarz der goldgekleidete heilige Martin auf rotbezäumtem silbernem Ross (Schimmel), seinen Mantel mit einem silbernen Schwert teilend, darunter fünf silberne Bollen 2:1:2.
8. ↑  Enkenbach-Alsenborn: Von Blau und Gold gespalten, rechts ein goldener Brunnen, daraus sich eine Brunnensäule mit zwei Röhren mit fließendem silbernem Wasser und einem linkshin gekehrten goldenen Löwen auf der Spitze erhebt, links eine blaugedeckte, mit silbernen Fenstern versehene rote Kirche mit blauem Kreuz.
9. ↑  Fischbach: In Silber ein goldener Krummstab, überdeckt von einem roten Wellenbalken, darin ein silberner Fisch, begleitet oben von zwei, unten von einer roten Kugel, deren letztere den unteren Teil des Stabes überdeckt.
10. ↑  Frankenstein: In Blau eine aufsteigende eingebogene rote Spitze, darin auf grünem Dreiberg eine eintürmige silberne Zinnenburg, rechts ein goldener Balken, links zwei über eins gestellte silberne Rautensteine.
11. ↑  Hochspeyer: Von Blau und Rot durch eine silberne Leiste geteilt, oben ein rotbewehrter silberner Adler, unten ein angetatztes schwebendes silbernes Kreuz, belegt mit einem roten Großbuchstaben H.
12. ↑  Mehlingen: In Gold auf gewölbtem grünem Boden ein blaugekleideter Mann mit goldenen Schuhen und einer großen blauen Zipfelmütze mit silbernem Rand und goldenem Bommel, in der Rechten einen silbernen Kolben tragend, die Linke in die Hüfte gestützt.
13. ↑  Neuhemsbach: Gespalten und rechts von Blau und Silber und Rot zweimal geteilt, links in Rot ein blaubewehrter und -bezungter goldener Leopard.
14. ↑  Sembach: Von Silber und Rot geteilt, belegt mit einem silbernen Herzschild mit rotem Balken, beseitet von oben zwei, unten einer roten Kugel, oben wachsend ein blaugekleideter Mann mit Zipfelmütze, die Linke in die Hüfte gestützt, in der Rechten einen roten Kolben haltend, unten ein goldenes Posthorn.
15. ↑  Waldleiningen: In Blau eine erhöhte eingebogene silberne Spitze, darin auf grünem Boden ein grüner Laubbaum, dessen Stamm mit einer roten Axt schräglinks überdeckt ist, in den oberen Ecken je ein rotbewehrter silberner Adler.
16. ↑  Bann: Von Rot und Schwarz gespalten, rechts ein linksgewendeter blaubewehrter und -bezungter silberner Löwe, links fünf silberne Bollen 2:1:2.
17. ↑  Hauptstuhl: Von Schwarz und Silber geteilt, oben fünf silberne Bollen 2:1:2, unten ein roter Schrägwellenbalken, beidseitig begleitet von je einem grünen Eichenblatt mit goldener Eichel.
18. ↑  Kindsbach: Von Rot und Schwarz geteilt, oben eine goldene Königskrone, unten fünf silberne Bollen (Kugeln) 2:1:2.
19. ↑  Krickenbach: In Gold ein Schräggitter aus roten Leisten, belegt mit einem schwarzen Herzschild, darin fünf silberne Bollen 2:1:2.
20. ↑  Landstuhl: In Gold eine schwarze Zinnentoranlage mit offenem roten Fallgitter und zwei Türmen, die oben ein schwarzes Schildchen mit fünf silbernen Bollen 2:1:2 flankieren.
21. ↑  Linden: In Gold auf gewölbtem grünem Grund eine grüne Linde, deren Laubdach in der Mitte belegt ist mit einem schwarzen Schild, darin fünf silberne Kugeln (Bollen) 2:1:2.
22. ↑  Mittelbrunn: Über halbrund gemauertem rotem Steinbrunnen mit fließendem blauem Wasser als Schildfuß, von Schwarz und Silber gespalten, rechts fünf silberne Bollen 2:1:2, links ein durchgehendes schwarzes Kreuz.
23. ↑  Oberarnbach: Von Silber und Schwarz gespalten, rechts ein rotbewehrter schwarzer Adlerrumpf, links fünf silberne Bollen 2:1:2.
24. ↑  Queidersbach: In Rot ein blaubewehrter und -bezungter, goldbekrönter silberner Löwe, mit den Vorderpranken einen schwarzen Schild tragend, darin fünf silberne Bollen 2:1:2, überdeckt von einem schräglinks gelegten goldenen Krummstab.
25. ↑  Schopp: Von Grün und Gold geteilt, oben ein goldener Eichenzweig mit zwei Blättern und je zwei Eicheln oben, rechts und links, unten auf gewölbtem grünem Grund ein roter Schuppen.
26. ↑  Stelzenberg: Von Rot und Silber geteilt, oben eine mit Zinnen versehene zweitürmige Toranlage mit verschlossenem Tor, unten zwei aufgerichtete gegeneinander gewölbte, von Rot und Gold und Blau gestreifte Regenbogen.
27. ↑  Trippstadt: Geteilt und oben gespalten, oben rechts in Gold ein rotes Schräggitter, oben links von Blau und Silber und Rot geteilt, unten in Silber zwei aufgerichtete, gegeneinander gewölbte, von Rot und Gold und Blau gestreifte Regenbogen.
28. ↑  Verbandsgemeinde Otterbach-Otterberg: In blauem Schildbord in Silber, durch einen blauen Drillings-Wellenbalken geteilt, oben ein blauer Fischotter mit einem schwarzen Fisch im Maul, unten drei hockende rote Eichhörnchen 2:1, mit je einer goldenen Nuss in den Pfoten.
29. ↑  Frankelbach: Von Schwarz und Gold durch eine Schrägwellenline geteilt, oben links ein wachsender rotbewehrter, -bezungter und -bekrönter goldener Löwe, unten rechts ein nach links gewendeter aufgerichteter rotbezungter schwarzer Wolf, begleitet von drei schwarzen Rautensteinen 1:2.
30. ↑  Heiligenmoschel: In Blau eine silberne Pilgermuschel mit nach unten gekehrtem Schloss.
31. ↑  Hirschhorn: In Silber auf schwarzem Felsenhügel, belegt mit einer silbernen Hirschstange, ein sitzendes rotes Eichhörnchen, einen schwarzen Doppelhaken haltend.
32. ↑  Katzweiler: In Gold ein schwarzer Forsthaken (Wolfsangel).
33. ↑  Mehlbach: In Silber ein blauer Schräglinkswellenbalken, beidseits begleitet von einem zweiblättrigen grünen Eichenzweig mit je einer grünen Eichel.
34. ↑  Niederkirchen: In Silber ein schwarzer Balken, belegt mit fünf silbernen Bollen 2:1:2, oben ein blauer Wellenpfahl, belegt mit einem wachsenden goldenen Schilfkolben und beseitet rechts von einer schwebenden blaubedachten roten Kirche mit goldenen Fenstern, oben rechts bewinkelt von einem blauen Rost, unten ein von einer aus dem Balken herausragenden blauen Lanze durchbohrter rotbezungter grüner Drache.
35. ↑  Olsbrücken: In Blau eine zweibogige gemauerte silberne Brücke, darunter ein schwimmender silberner Aal.
36. ↑  Otterbach: In Blau, durch einen silbernen Wellenbalken geteilt, oben ein schreitender silberner Fischotter mit einem silbernen Fisch im Maul, unten ein sitzendes goldenes Eichhörnchen, eine goldene Eichel in den Vorderpfoten haltend.
37. ↑  Otterberg: In Silber drei hockende rote Eichhörnchen 2:1, mit je einer goldenen Nuss in den Pfoten.
38. ↑  Schallodenbach: Von Schwarz und Grün geteilt, oben fünf silberne Bollen 2:1:2, unten ein silberner Wellenbalken.
39. ↑  Schneckenhausen: Von Schwarz und Silber geteilt, oben fünf silberne Bollen 2:1:2, unten eine rote Schnecke mit Schneckenhaus.
40. ↑  Sulzbachtal: In Silber ein mit drei silbernen Salzkristallen belegter blauer Schräglinkswellenbalken, oben rechts eine grünbestielte und -beblätterte grüne Eichel, unten links eine grünbestielte und -beblätterte schwarze Brombeere.
41. ↑  Verbandsgemeinde Ramstein-Miesenbach: In von Schwarz und Gold gespaltenem Schildbord gespalten und rechts von Gold und Silber durch einen blauen Wellenbalken geteilt, oben ein blauer Reichsapfel mit goldenem Reif und Kreuz, unten ein durchgehendes schwarzes Kreuz, links in Schwarz ein rotbewehrter und -bezungter goldener Löwe.
42. ↑  Hütschenhausen: Gespalten und links durch einen blauen Wellenbalken von Silber und Gold geteilt, rechts in Schwarz ein linksgewendeter rotbewehrter und -bezungter goldener Löwe, oben links ein durchgehendes schwarzes Tatzenkreuz und unten links ein linksgewendeter schwarzer Specht auf einem schwarzen Ast.
43. ↑  Kottweiler-Schwanden: In Grün unter einem goldenen Reichsapfel eine silberne Waldaxt, schräg gekreuzt mit einer silbernen Hacke.
44. ↑  Niedermohr: Unter goldenem, durch einen blauen Wellenbalken abgeteiltem Schildhaupt, darin ein wachsender rotbewehrter schwarzer Adler, von Silber und Schwarz gespalten, rechts ein durchgehendes schwarzes Kreuz, links ein rotbewehrter und -bezungter goldener Löwe, einen goldenen Schilfkolben haltend.
45. ↑  Ramstein-Miesenbach: In Gold eine aufsteigende eingebogene schwarze Spitze, darin ein hersehender rotbewehrter und -bezungter goldener Löwe, mit den Vorderpranken einen viereckigen, hochkant stehenden silbernen Stein umfassend, oben rechts ein blauer Reichsapfel mit goldenem Kleeblattkreuz und Bügel, oben links ein blauer Ritterstechhelm.
46. ↑  Steinwenden: Von Rot und Schwarz durch einen goldenen Wellenbalken geteilt, oben rechts ein goldener Reichsapfel mit goldenem Bügel und goldenem Tatzenkreuz, oben links ein rotbewehrter und -bezungter goldener Löwe, der ein aus dem schwarzen Schildfuß aufsteigendes beblättertes goldenes Schilfrohr hält.
47. ↑  Verbandsgemeinde Weilerbach: In von Gold und Blau geteiltem Schildbord, von Gold und Blau durch eine Wellenlinie geteilt, oben rechts ein roter Reichsapfel, oben links ein wachsender rotbewehrter und -bezungter schwarzer Löwe, unten eine goldene Pflugschar.
48. ↑  Erzenhausen: Von Schwarz und Gold geteilt, oben ein silberner Bergwerkshammer, mit einem silbernen Schlägel schräggekreuzt, unten eine blaue Pflugschar, beseitet von je einem dreiblättrigen grünen Kleeblatt mit Stängel.
49. ↑  Eulenbis: In Gold auf gewölbtem grünem Boden eine goldbewehrte schwarze Eule.
50. ↑  Kollweiler: Unter von Schwarz und Gold gespaltenem Schildhaupt, darin drei fünfstrahlige Sterne in verwechselten Farben, von Gold und Schwarz gespalten, rechts ein schwarzer Reichsapfel mit goldener Spange und schwarzem Kreuz, links ein rotbewehrter und -bezungter goldener Löwe.
51. ↑  Mackenbach: Von Schwarz und Rot durch eine aufsteigende eingebogene goldene Spitze, darin auf grünem Grund ein grüner Laubbaum, geteilt, oben rechts ein goldener Reichsapfel, oben links eine goldene Lyra.
52. ↑  Reichenbach-Steegen: In Silber über einem erniedrigten blauen Steg ein rotbewehrter und -bezungter blauer Löwe zwischen drei sechsstrahligen roten Sternen 2:1.
53. ↑  Rodenbach: In Blau über silbernem Wellenbalken eine aufgerichtete silberne Pflugschar.
54. ↑  Schwedelbach: In Gold ein blauer Schrägwellenbalken, oben links eine aufgerichtete blaue Pflugschar, unten rechts ein grüner Tannenzweig mit grünen Zapfen.
55. ↑  Weilerbach: In Gold eine aufgerichtete blaue Pflugschar.
56. ↑  Verbandsgemeinde Landstuhl: In von Silber und Schwarz geteiltem Schildbord, von Schwarz und Silber wellenförmig geteilt, oben fünf silberne Bollen 2:1:2, unten eine schwarze Toranlage mit zwei Zinnentürmen und einem geschlossenen roten Fallgitter.
57. ↑  Verbandsgemeinde Enkenbach-Alsenborn (1972–2014): In achtfach von Rot und Silber geteiltem Schildbord unter einem durch eine Wellenlinie geteilten silbernen Schildhaupt, darin zwei rote Bollen (Kugeln), in Blau eine silberne Lilie.
58. ↑  Verbandsgemeinde Hochspeyer: In von Blau und Silber geteiltem Schildbord eine erhöhte eingebogene blaue Spitze, darin über einem rotbewehrten silbernen Adler ein schwebendes gleichschenkliges silbernes Kreuz, belegt mit einem roten H, oben rechts auf silbernem Dreiberg eine eintürmige blau Burg, rechts beseitet von zwei über eins gestellten roten Rautensteinen, oben links ein blauer Wellenbalken, belegt mit einem silbernen Fisch und begleitet von oben zwei, unten einer roten Scheibe.
59. ↑  Verbandsgemeinde Kaiserslautern-Süd: In vierfach von Silber und Grün geteiltem Schildbord in viergeteiltem Schild oben rechts in Rot ein goldener Reichsapfel, mit blauen Reifen und goldenem Kreuz, oben links in Silber eine aufrecht stehende grüne Eichel mit zwei grünen Eichenblättern, unten rechts in Silber zwei aufgerichtete, gegeneinandergewölbte von Rot und Gold und Blau gestreifte Regenbögen und unten links in Schwarz fünf silberne Bollen.
60. ↑  Verbandsgemeinde Otterbach: In blauem Schildbord in Silber, durch einen blauen Wellenbalken geteilt, oben ein blauer Fischotter mit einem schwarzen Fisch im Maul, unten ein grüner Eichenzweig mit zwei grünen Blättern und zwei goldenen Eicheln, beseitet von je einem schwarzen Salzkristall.
61. ↑  Verbandsgemeinde Otterberg: In von Gold und Schwarz vierfach geteiltem Schildbord, von Schwarz und Silber geviert, oben rechts auf goldbeschindeltem Feld ein silberner Leopard, oben links drei rote Eichhörnchen 2:1, unten rechts ein roter Schrägbalken, belegt mit drei goldenen Gürtelschnallen (Schräggitter), unten links fünf silberne Bollen 2:1:2.
62. ↑  Alsenborn: In Blau ein goldener Brunnen, daraus sich eine Brunnensäule mit zwei Röhren mit fließendem silbernem Wasser und einem sitzenden goldenen Löwe auf der Spitze erhebt.
63. ↑  Enkenbach: Von Blau und Gold gespalten, rechts ein goldener Brunnen, daraus sich eine Brunnensäule mit zwei Röhren mit fließendem silbernem Wasser und einem linkshin gekehrten goldenen Löwen auf der Spitze erhebt, links eine blaugedeckte, mit silbernen Fenstern versehene rote Kirche mit blauem Kreuz.
64. ↑  Fockenberg-Limbach: Von Silber und Schwarz gespalten, rechts ein goldbewehrter und -bezungter blauer, links ein rotbewehrter und -bezungter goldener Löwe, einander zugekehrt.
65. ↑  Hütschenhausen -altes Wappen
66. ↑  Katzenbach: Durch einen blauen Wellenpfahl von Schwarz und Silber gespalten, rechts ein linksgewendeter rotbewehrter, -bezungter und -bekrönter goldener Löwe, links ein durchgehendes schwarzes Tatzenkreuz, belegt mit einem goldenen Herzschild, darin ein schwarzer Adler.
67. ↑  Miesenbach: In Schwarz eine aufsteigende eingebogene goldene Spitze, darin ein vordersichtiger schwarzer Stierkopf, rechts ein goldener Reichsapfel, links ein goldener Ritterstechhelm.
68. ↑  Niedermohr – altes Wappen: Von Silber und Schwarz gespalten, rechts ein durchgehendes schwarzes Kreuz, links ein rotbewehrter und -bezungter goldener Löwe, ein goldenes Schilfrohr haltend.
69. ↑  Ramstein: In Schwarz ein hersehender rotbewehrter und -bezungter goldener Löwe (Leopard), mit den Vorderpranken einen hochkant stehenden viereckigen silbernen Stein umfassend.
70. ↑  Reichenbach: In Schwarz unter drei sechsstrahligen silbernen Sternen ein rotbewehrter und -bezungter goldener Löwe
71. ↑  Reichenbachsteegen: In dem von Silber und Grün gespaltenen Schild vorn ein goldbewehrter blauer Löwe, linksgewendet, überhöht von drei roten Sternen, hinten ein silberner Wellenpfahl, belegt mit zwei roten Balken.
72. ↑  Reuschbach: Durch erhöhten silbernen Wellenbalken von Gold und Schwarz geteilt, oben ein wachsender rotbewehrter schwarzer Adler, unten ein rotbewehrter und -bezungter goldener Löwe.
73. ↑  Schrollbach: In Gold über gesenktem blauen Wellenbalken ein schwarzer Hirschkäfer.
74. ↑  Spesbach: Durch einen blauen Wellenbalken geteilt, oben von Schwarz und Silber gespalten, rechts ein linksgewendeter rotbewehrter und -bezungter goldener Löwe, links ein schwarzes Tatzenkreuz, unten in Gold ein linksgewendeter natürlicher Schwarzspecht an einem natürlichen Baumstamm.